# Emsworth (Pennsylvania)
Emsworth  è una borough degli Stati Uniti d'America, nella contea di Allegheny nello Stato della Pennsylvania. Secondo il censimento del 2000 la popolazione è di 2.598 abitanti.

## Società

### Evoluzione demografica
La composizione etnica vede una prevalenza della razza bianca ( 94,42%) seguita da quella afroamericana (3,58%), dati del 2000.
| borough di Emsworth Popolazione |       |
| 2000                            | 2.598 |
| Stima al 01-07-07               | 2.393 |